# El cardenal del Kremlin
El cardenal del Kremlin es una novela de Tom Clancy protagonizada por su personaje Jack Ryan. El libro sigue la línea usual de las obras de Tom Clancy, cubriendo temas como espionaje, contrainteligencia, intriga política y guerra de guerrillas en Afganistán. 
Este libro es notable por su final atroz y el creciente predominio de puntos de vista promilitares y proagencias de policía típicos de los libros de Clancy. Es también la novela de Clancy que más directamente trata el tema del espionaje. A pesar de la aparente simpatía hacia los militares que Clancy  autoproclama, le causó bastante problema a los militares al desenmascarar al contratista de defensa de operaciones encubiertas Mickey Finn y a su compañía Qual-A-Tec. Una vez que su nombre fue hecho público, Finn no pudo seguir proveyendo a los militares con sus sistemas de armamento avanzado a las fuerzas especiales de los Estados Unidos. Clancy se negó a disculparse por esto, aduciendo que le estaba haciendo un "honor" a Finn al mencionarlo en su libro.

## Resumen del argumento
El libro comienza con una conferencia diplomática en Moscú a la cual asiste Jack Ryan, un brillante analista de la Agencia Central de Inteligencia (CIA) como parte de la delegación estadounidense. Posteriormente se revela que el agente de más alto rango infiltrado en la Unión Soviética, nombre clave "Cardenal", no es sino el coronel Mikhail Semyonovich Filitov: el asistente personal del Ministro de Defensa Soviético y un héroe de guerra (este personaje pudo o no haber sido basado en Ryszard Kukliński, un agente polaco de la CIA). Filitov había ganado tres medallas de Héroe de la Unión Soviética a lo largo de su carrera, especialmente durante la batalla de Stalingrado. Fue reclutado por el Coronel del GRU Oleg Penkovskiy, un agente británico; Filitov ofreció sus servicios a la CIA luego de que su esposa y sus dos hijos murieran. Los dos hijos murieron sierviendo en el Ejército Rojo, el más joven en un accidente de entrenamiento, el mayor durante la Revolución Húngara. Como resultado, Filitov inicia el tráfico de inteligencia política, técnica y militar hacia la CIA. Esta operación continuó por más de 30 años hasta el inicio del libro.    
Los militares estadounidenses descubren por medio del National Technical Means que los soviéticos están trabajando en un sistema de defensa antimisiles balísticos - el equivalente a la Iniciativa de Defensa Estratégica de los Estados Unidos - en Dusambé, Tayikistán. La CIA, como apoyo a los rebeldes locales, había puesto en servicio en esa región al agente Emilio Ortiz. El líder de un grupo guerrillero, un hombre conocido solamente como "El Arquero", es interrogado por Ortiz sobre una luz misteriosa que presenció (luego de una prueba que hicieron los soviético de su sistema, el cual destruyó un viejo satélite). El Arquero, notando el miedo que mostraron los estadounidenses cuando hablaban sobre la luz, determina que la instalación soviética es una amenaza para él y para su gente, y se propone atacarla y destruirla. Al final, los guerrilleros casi tienen éxito, logrando destruir una gran cantidad de equipo, a pesar de que casi la mayoría del equipo científico sobrevive, y los Afganos sufren terribles bajas, incluyendo la muerte de El Arquero.
Finalmente, la identidad de Filitov es descubierta por la KGB, y es por lo tanto arrestado cuando intenta comunicarse con su oficial de control, Mary Pat Foley. Sin embargo, Ryan diseña un plan para asegurar el retorno de Filitov y arreglar la deserción del director de la KGB, Nikolay Borissovich Gerasimov. Ryan planea hacer pública la deserción y captura del submarino soviético Octubre Rojo (Krasny Oktyabr), apoyándose en la inestabilidad política del politburó soviético. Así, Ryan logra chantajear efectivamente a Gerasimov. Filitov y Gerasimov son sacados de la URSS mediante un avión de la delegación diplomática americana próximo a despegar, y la familia de Gerasimov es extraída de Estonia por John Clark con la ayuda del submarino Dallas. 
Justo cuando Dallas entra en aguas soviéticas, una fragata detecta al submarino. Afortunadamente, Marko Ramius, el excapitán del Octubre Rojo, está a bordo de Dallas. Ramius se comunica con la fragata soviética por medio del radio y declara que son el submarino de operaciones especiales Novosibiirsk Komsomolets. Clark logró abordar el submarino junto con la familia de Gerasimov.
Hasta este punto, Ryan logra asegurar la cooperación de Gerasimov, quien recupera a Filitov de su celda utilizando su poder como director de la KGB. Luego ambos se trasladan al Aeropuerto de Moscú-Sheremetyevo a esperar la partida de la delegación estadounidense de Moscú. Desafortunadamente, dos oficiales de seguridad ya sospechan de la operación: el Mayor Zarudin, jefe de seguridad del aeropuerto, y Sergey Nikolay´ch Golovko, oficial de la Primera Dirección de la KGB (la Dirección Extranjera). Cuando la pareja persigue a Gerasimov y Filitov, Ryan se cae del avión, y es detenido por Golovko, quien se encuentra tan enfurecido, que le apunta a Ryan a la cabeza con una pistola, a pesar de que ésta estaba descargada. Ryan le ordena al avión que despegue sin él, confiando en que su estatus diplomático lo mantendrá a salvo. Golovko luego escolta a Ryan hacia la dacha privada del Secretario General del Partido Comunista de la Unión Soviética, Narmonov, donde discuten el interés de la CIA en su posición política y la interferencia de la CIA en la seguridad interna de la URSS. 
La novela termina cuando Ryan junto con otros (incluyendo el Oficial Adjunto de Defensa del Ejército Soviético) asisten al funeral de Filitov, quien muere de complicaciones cardíacas.

## Personajes deEl cardenal del Kremlin
- John Patrick Ryan Sr.
- Coronel Mikhail Semyonovich Filitov, Ejército Soviético (ret.)
- Nikolay Borissovich Gerasimov, Director de la KGB
- Coronel Sergey Nikolayevich Golovko, KGB
- Coronel Gennady Iosifovich Bondarenko, Ejército Soviético
- Capitán Marko Ramius, Naval Soviética (ret.)
- John Terrence Clark

## Videojuego
El cardenal del Kremlin es el título de un juego de computadora basado en esta novela, publicado en 1990.

## Nombre del libro
El libro toma su nombre del nombre código que usaba la CIA para identificar a Filitov, Cardinal (cardenal).
- Datos: Q732842